# Terra regis
La terra regis o regis terres o territorium regni era en el Reino de Aragón el conjunto de tierras de los regnum que formaban el patrimonio real y debían pasar al sucesor. El rey las administraba como un dominatum, es decir, como un señor (domini regis). La terra regis estaba formada inicialmente por el reino de Aragón, al cual se sumaron vía matrimonio o conquista el condado de Sobrarbe, el condado de Ribagorza, la taifa de Zaragoza, el Señorío de Albarracín, la mitad del Reino de Mallorca (medietas regis) y gran parte del Reino de Valencia.